# Bill Viola - L'ultimo genio del Rinascimento
Bill Viola - L'ultimo genio del Rinascimento (Bill Viola: The Road to St Paul's) è un film documentario del 2017 diretto da Gerald Fox.

## Trama
A sei anni, Bill Viola ha rischiato di affogare: non è un caso se il più grande videoartista dei nostri giorni ha sviluppato la sua carriera in una costante ricerca incentrata sul crinale tra la vita e la morte. Dal 2014 nella Cattedrale di St. Paul a Londra troneggiano due sue grandi opere, moderne pale d’altare che illustrano l’una la Madonna e l’altra quattro martiri, uno per ogni elemento: aria, acqua, terra e fuoco. Il racconto della loro concezione, costruzione, installazione, è un percorso più che decennale di introspezione e creazione compiuto da Bill insieme alla sua compagna di vita e di lavoro Kira. Il risultato sono immagini universali, che emozionano e fanno riflettere sulla nascita, la morte, l’amore, il sacrificio. Arte che ci interroga sul nostro ruolo nel mondo e sul destino a cui siamo chiamati.

## Distribuzione
Il film è stato presentato in Italia durante il Biografilm Festival e sarà distribuito ad aprile da I Wonder Pictures.